# Christian Friedrich Goedeking
Christian Friedrich Goedeking (auch Christian Friedrich Gödeking) (* 10. September 1770 in Westerkappeln; † 23. März 1851 in Berlin) war ein preußischer Generalmünzdirektor.

## Leben
Christian Friedrich Goedeking wurde als ältester Sohn und drittes von acht Kindern des Kaufmanns Friedrich Georg Wilhelm Goedeking (1732–1794) und dessen Ehefrau Sophie Elisabeth, Tochter des Pastors Marten in Cappeln, geboren.
Seine erste wissenschaftliche Ausbildung erhielt er bei einem Prediger seines Heimatortes. 1788 begann er an der Theologischen Lehranstalt Lingen (Ems) ein Theologie-Studium, weil sein Vater beschlossen hatte, dass er Geistlicher werden sollte. Noch im gleichen Jahr ging er im Oktober an die Universität Halle, nachdem sein Vater ihm gestattete, kameralistischen und mathematischen Studien nachzugehen.
Im Herbst 1790 beendete er sein Studium und kehrte nach Hause zurück und fand im Amt Ibbenbüren bei Osnabrück eine Anstellung und war dort mit Grundvermessungen beschäftigt. Die in der Nähe gelegenen Kohlebergwerke und seine geognostischen Studien weckten sein Interesse für das Berg- und Hüttenwesen. Aufgrund eines Lotteriegewinns hatte er ausreichende finanzielle Mittel zur Vorbereitung auf dieses Fach und 1793 reiste er nach Berlin, um sich dort entsprechend ausbilden zu lassen. Der damalige Chef des Berg-, Hütten- und Münzwesens, Staatsminister Freiherr Friedrich Anton von Heynitz konnte ihn jedoch davon überzeugen, zum Münzfach überzugehen und so wurde er am 17. August 1793 unter Eidesleistung vor dem Generalmünzdirektor Johann Friedrich Gentz (1726–1810) aufgenommen. Er wurde in den beiden Berliner Münzstätten beschäftigt und erhielt im darauffolgenden Jahr die Verwaltung eines Kassiererpostens. Im Juli 1795 bekam er die Stelle des Münzmeisters in der zweiten Berliner Münzstätte übertragen. Es gelang ihm, wesentliche Verbesserungen in der Münztechnik einzuführen.
Inzwischen waren die fränkischen Fürstentümer Ansbach und Bayreuth zur Krone Preußens gekommen und als Ansbach-Bayreuth unter die Verwaltung des Ministers Karl August von Hardenberg gestellt worden, die die Wiederherstellung der Münze in Schwabach plante. Auf des Ministers von Heinitz Empfehlung wurde Christian Friedrich Goedeking im Frühjahr 1796 zum dortigen Münzmeister und Wardein berufen. Aufgrund des heruntergekommenen Zustandes und der schlechten Lage der Münzstätte wurde ihm freigestellt, die Münzstätte entweder nach Bayreuth oder nach Ansbach zu verlegen, so dass er sich für Bayreuth entschied. Weil die Münzstätte lediglich Scheidemünzen herstellte, konnte er seine wissenschaftlichen Studien und Forschungen weiter betreiben. Hierbei kam er mit dem damals dort beschäftigten Oberbergrat Alexander von Humboldt in näheren Kontakt, mit dem er physikalische und geognostische Versuche und Forschungen betrieb und mit dem er eine andauernde Freundschaft unterhielt. Alexander von Humboldt empfahl dem Minister von Hardenberg Christian Friedrich Goedeking, so dass dieser auch technische Aufträge erhielt und erwähnte ihn auch in einem Beitrag im Neuen Journal der Physik.
Der Minister Theodor von Kretschmann bot ihm 1801 an, Direktor im Berg-, Münz-, Fabriken-, Handels- und Baudepartement im Herzogtum Sachsen-Coburg-Saalfeld zu werden, dieses Angebot schlug er jedoch aus.
1802 übergab ihm der Minister von Hardenberg die Oberaufsicht über den Straßenbau in den beiden ehemaligen fränkischen Fürstentümern. 1804 erfolgte, nach dem Übergang von Ansbach-Bayreuth an Bayern, seine Ernennung zum bayerischen Kriegsrat der Kriegs- und Domänenkammer; dort war er für die Bearbeitung von Bauangelegenheiten verantwortlich.
Nach der Besetzung der fränkischen Fürstentümer durch die französische Armee wurde die Münzstätte 1806 geschlossen und er erhielt die Anweisung im Kreisdirektiorium (oberste Verwaltungsbehörde in einem Kreis) zu assistieren. Ende 1809 erhielt er aus Königsberg das Angebot als Münzdirektor in Breslau wieder in preußische Dienste zu treten, worauf er im November 1809 durch den französischen Intendanten Sienes aus den französischen Diensten entlassen wurde. Gemeinsam mit seiner Ehefrau und vier Kindern trat er die Reise über Berlin an, allerdings verzögerte sich dort die Weiterreise, weil er zur beabsichtigten neuen Münzprägung durch Ringe zuvor ein neues Prägewerk nach französischer Art bauen lassen sollte, nur fehlten ihm hierzu die notwendigen Fachkräfte, so dass er mit Hilfe von Handwerkern und nach eigenen Angaben alle notwendigen einzelnen Maschinenteile anfertigen lassen musste. In dieser Zeit erhielt er das Angebot des königlich-sächsischen Ministeriums als Münzmeister nach Warschau zu gehen, dieses Angebot lehnte er jedoch ab.
Nachdem im Frühjahr 1810 der Generalmünzdirektor Johann Friedrich Gentz erkrankte, übernahm er dessen Aufgaben; als dieser im Dezember 1810 verstarb, wurde er interimistisch und Anfang 1812 durch den König Friedrich Wilhelm III. offiziell zum Generalmünzdirektor ernannt. Gleichzeitig erhielt er den Auftrag, die preußischen Münzstätten zu reorganisieren, die sich in Berlin und Breslau befanden.
Als sich im Frühjahr 1813 die französische Armee Berlin näherte, ging er auf Befehl des Königs mit einigen Beamten und Arbeitern, den Münz- und Metallvorräten sowie einige Maschinen nach Schlesien. Zuvor wurden noch die beiden verbleibenden Münzapparate in den Berliner Münzstätten unbrauchbar gemacht. In Schlesien begann er die Münzherstellung in Glatz und Neiße mit dem Breslauer Personal und der Apparatur wieder fortzusetzen.
Nach der Völkerschlacht bei Leipzig kehrte er nach Berlin zurück und stellte die beiden Münzstätten wieder her. Die schon 1810 beabsichtigte und durch die Kriege verhinderte Einführung der Münzprägung in Ringe wurde nun wieder fortgesetzt. Die dazu notwendigen Veränderungen in der Münzmaschinerie veranlassten ihn zu einer Reise nach Kopenhagen, wo die Münzstätte mit einem englischen Prägeapparat versehen war. Im folgenden Jahr wurden die neuen Münzen in Umlauf gesetzt. Zu gleicher Zeit hatte das Staatsministerium die Errichtung einer preußischen Münzstätte am Rhein beschlossen und er erhielt 1817 den Auftrag, die ehemalige jülich-bergsche Münzstätte in Düsseldorf neu einzurichten; diese begann am 9. April 1817 ihre Tätigkeit und er blieb bis zum Sommer 1818 in Düsseldorf. Kurz nach seiner Rückkehr nach Berlin verstarb seine Ehefrau.
Christian Friedrich Goedeking beschäftigte sich nicht nur mit der ökonomischen und technischen Einrichtung von Münzstätten, sondern regte auch Fabrikanten an, ihre Stahlherstellung zu verbessern. Ein besonderes Anliegen war ihm der Bau der uhlhornschen Kniehebelpresse als Prägemaschine, die später in fast allen Münzstätten Europas ihre Verwendung fand. Der Erfinder diese Prägemaschine, Dietrich Uhlhorn aus Grevenbroich wurde durch ihn auf rotierende Prägemaschinen hingewiesen und dazu ermuntert, eigene Maschinen zu entwickeln – die noch unvollkommenen Maschinen kaufte er dem Erfinder dann für seine Münzstätte ab.
Am 1. Januar 1849 schied er aus seinem Amt aus.
1803 heiratete Christian Friedrich Goedeking Henriette († 1818), Tochter des Regierungsdirektors Johann Gottlieb Wagner (1748–1796) in Bayreuth. Gemeinsam hatten sie sieben Kinder. Von seiner Familie überlebten ihn zwei Söhne, von denen der jüngere Sohn nach Nordamerika auswanderte, vier Töchter und elf Enkelkinder. Seine Tochter Auguste heiratete 1831 den Rechtswissenschaftler Ernst Adolf Theodor Laspeyres.
Sein Neffe Heinrich Christian Kandelhardt (1799–1883), wurde später sein Nachfolger und war nacheinander mit zwei Töchtern von Christian Friedrich Goedeking verheiratet, seine Hauptverdienste waren die Verbesserung im Münzprobierwesens – er setzte sich für die Anwendung maßanalytischer Methoden für das Silber ein, und auch für die Prüfung des Goldes hat er einen genaueren Weg angegeben.

## Wirken
Sein besonderes Verdienst lag darin, dass durch sein Wirken im 19. Jahrhundert, nach dem Abzug der Franzosen, eine deutsche Münzeinheit durchgeführt werden konnte. Es wurde eine einheitliche Währung eingeführt und das Geld hatte überall den gleichen Wert. Als Verbindung zwischen dem preußischen Taler und dem süddeutschen Gulden wurde schließlich der von ihm favorisierte Doppeltaler aufgelegt.

## Mitgliedschaften
Christian Friedrich Goedeking war von 1811 bis 1842 Mitglied im Montagsklub.

## Auszeichnungen und Ehrungen
1836 erhielt er den Roten Adlerorden 4. Klasse, und 1840 den Orden 3. Klasse. Anlässlich seines 50-jährigen Amtsjubiläums am 17. August 1843 verlieh ihm der König Friedrich Wilhelm IV. den Roten Adlerorden 2. Klasse mit Eichenlaub. Von den Beamten der preußischen Münzstätten bekam er eine Medaille mit seinem Bildnis in Gold, Silber und Bronze sowie einen Ehrenpokal von den Arbeitern überreicht.
In Westerkappeln ist die Goedekingstrasse nach Christian Friedrich Goedeking benannt.